# Utetheisa bicolor
Utetheisa bicolor är en fjärilsart som beskrevs av Charles Oberthür 1911. Utetheisa bicolor ingår i släktet Utetheisa och familjen björnspinnare. Inga underarter finns listade i Catalogue of Life.